# محمية لوس كويوليس الوطنية
محمية لوس كويليس الوطنية هي محمية وطنية في تشيلي. وتغطي مساحة قدرها 1.47 كيلومتر مربع في سلسلة جبال الساحل التشيلي. يتراوح ارتفاع المحمية من 400 إلى 500 متر.
تحتوي المحمية على واحدة من أكبر البقع المتبقية من غابة ماولينو، وهي مجتمع غابات مميز يقع عند الانتقال بين مناخ البحر الأبيض المتوسط في وسط تشيلي وغابات فالديفيا المعتدلة الباردة والرطبة في الجنوب.
سُمّيت المحمية على اسم شجرة الكيولي (Gomortega keule)، وهي نوع نباتي موطنه الأصلي غابة ماولينو. ومن الأنواع الأخرى المميزة لغابات ماولينو الموجودة في المحمية: بيتافيا بونكتاتا (Pitavia punctata)، ونوثوفاغوس أليساندري (Nothofagus alessandrii)، ونوثوفاغوس غلوكا (Nothofagus glauca). أما خارج حدود المحمية، فقد تم اجتثاث معظم غابات ماولينو واستُبدلت بمزارع من شجر الصنوبر الشعاعي (Pinus radiata) غير المحلي، أو حُوّلت إلى أراضٍ زراعية أو مراعي للماشية.